# Racilia
Racilia is een geslacht van rechtvleugeligen uit de familie veldsprinkhanen (Acrididae). De wetenschappelijke naam van dit geslacht is voor het eerst geldig gepubliceerd in 1878 door Stål.

## Soorten
Het geslacht Racilia omvat de volgende soorten:
- Racilia abbreviata Ramme, 1941
- Racilia femoralis Stål, 1878
- Racilia multicolora Willemse, 1932